# Funj (historisch volk)
De Funj (ook geschreven als Fung of Funji) waren een etnische groep in het gebied van het huidige Soedan. De Funj richtten met Abdallah Jamma het sultanaat van Sennar op en heersten eeuwenlang over het gebied. 
De Funj ontstonden in het zuiden van Nubië en veroverden de overblijfselen van het oude christelijke koninkrijk Alodia. In 1504 stichtte een Funj-leider genaamd Amara Dunqas het sultanaat van Sennar. Het sultanaat werd al snel de hoeksteen van het Funj-rijk.
De oorsprong van de Funj is niet helemaal duidelijk. Er is slechts beperkt bewijs voor een pre-Arabische Funj-taal. Er zijn meerdere hypothesen over hun oorsprong. 
De Funj beweerden dat ze afstammelingen waren van de Banu Umayya, nadat zij aan de slachting van hun familie door de Abbasiden waren ontkomen en naar Abessinië en vervolgens naar het Nubische gebied waren gevlucht. Omdat de Ja'alin beweerden af te stammen van de Abbasiden en de Abdallab van de Juhayna, konden de Funj beweren af te stammen van de Omajjaden om hun superioriteit ten opzichte van de door hen onderworpen volkeren tot uitdrukking te brengen. 
James Bruce opperde in zijn boek Travels to Discover the Source of the Nile de theorie dat de Funj afstamden van de Shilluk. Bruce schreef zijn boek na 22 jaar reizen door Noord-Afrika en Ethiopië in de 18e eeuw. 
De derde hypothese is dat ze afstammelingen waren van de overblijfselen van Nubiërs uit het koninkrijk Alodia, die verder naar het zuiden vluchtten om hun voorraden en hulpbronnen aan te vullen en vervolgens terugkeerden om hun staat te stichten. 
De meest aangehaalde theorie is dat het Nubiërs waren die zich met Arabieren vermengden.